# 黃國瑾
黃國瑾，字再同，贵州貴筑縣（今贵阳市）人，清朝政治人物、進士出身。
黃彭年子。光緒二年（1876年）清德宗登極丙子恩科進士，二甲二十四名，選翰林院庶吉士，散館授編修。著有《訓真書屋文存詩存》。